# Affaires privées
Pour plus de détails, voir Fiche technique et Distribution.
Affaires privées (Internal Affairs) est un film américain de Mike Figgis, sorti en 1990.

## Synopsis
Raymond Avilla vient d'être promu à la « Division des affaires internes », la police des polices, de police de Los Angeles. Bureaucrate modèle, Avilla ne vit que pour son travail, ce qui a insensiblement éloigné sa ravissante épouse, Kathleen. Sa première enquête porte sur un ancien camarade, Van Strech, accusé de brutalité dans l'exercice de ses fonctions.
Avec sa nouvelle coéquipière, Amy Wallace, Avilla s'efforce vainement de gagner la confiance de Van Strech, puis celle de son épouse. Poursuivant ses investigations, il découvre
que le policier est tombé sous la coupe du sergent Dennis Peck, un brillant vétéran, dont l'influence au cœur de la police, et même de la pègre, semble très grande.
Peck bénéficie des appuis de nombreux amis et d'une réputation exemplaire : il semble inattaquable.

## Fiche technique
- Titre français : Affaires privées
- Titre original : Internal Affairs
- Réalisation : Mike Figgis
- Scénario : Henry Bean
- Musique : Brian Banks, Mike Figgis et Anthony Marinelli
- Photographie : John A. Alonzo
- Montage : Robert Estrin
- Production : Frank Mancuso Jr.
- Sociétés de production : Paramount Pictures, Image Organization, Malofilm & Out of the Town Films
- Société de distribution : Paramount Pictures
- Pays de production :  États-Unis
- Langue : Anglais
- Format : Couleur - Dolby - 35 mm - 1.85:1
- Genre : thriller, Policier, Drame
- Durée : 110 min
- Dates de sortie :
  - États-Unis : 12 janvier 1990
  - France : 11 avril 1990
- Mention CNC : interdit aux moins de 12 ans (visa d'exploitation no 73070 délivré le 24 avril 1990)[1]

## Distribution
- Andy Garcia (VF : Thierry Ragueneau) : Raymond Avilla
- Richard Gere (VF : Joël Martineau) : Dennis Peck
- William Baldwin (VF : Renaud Marx) : Van Stretch
- Nancy Travis (VF : Martine Irzenski) : Kathleen Avilla
- Laurie Metcalf (VF : Frédérique Tirmont) : le sergent Amy Wallace
- Michael Beach (VF : Tola Koukoui) : Dorian Fletcher
- Faye Grant (VF : Virginie Ledieu) : Penny Stretch
- Annabella Sciorra : Heather Peck
- Richard Bradford (VF : Marc Cassot) : le lieutenant Grieb
- Katherine Borowitz : Tova Arrocas
- John Kapelos (VF : Jean-Luc Kayser) : Steven Arrocas
- Ron Vawter (VF : Richard Darbois) : Jaegar
- Xander Berkeley (VF : Michel Vigné) : Rudy Mohr
- John Capodice : chef Healy
- Mike Figgis (VF : Bernard Tiphaine) : Nicholas Hollander
- Elijah Wood : Sean Stretch.

## Autour du film
- Le film fut tourné dans le Hollywood Roosevelt Hotel à Hollywood, Los Angeles en Californie.
- C'est l'un des rares films où Richard Gere joue le rôle du méchant.